# 선적분의 기본정리
선적분의 기본정리는 다음과 같다.
집합 {\displaystyle \mathbb {R} ^{n}}의 열린집합 {\displaystyle U}에서 정의된 벡터장 {\displaystyle F:U\longrightarrow \mathbb {R} ^{n}}가 {\displaystyle \operatorname {grad} \varphi =F}인 일급함수 {\displaystyle \varphi :U\longrightarrow \mathbb {R} }가 존재하면 일급곡선 {\displaystyle X:[a,b]\longrightarrow U}를 따르는 선적분은
{\displaystyle \int _{X}F\cdot ds=\varphi (X(b))-\varphi (X(a))}
로 주어진다.
(증명) {\displaystyle \int _{X}F\cdot ds=\int _{a}^{b}\operatorname {grad} \varphi (X(t))\cdot X'(t)dt=\int _{a}^{b}{\frac {d}{dt}}\varphi (X(t))dt=\varphi (X(b))-\varphi (X(a))}

## 선적분 기본정리의 역
벡터장 {\displaystyle F:U\longrightarrow \mathbb {R} ^{n}}의 선적분값이 곡선 {\displaystyle C}의 출발점과 도착점에만 의존하면 {\displaystyle \operatorname {grad} \varphi =F}인 함수 {\displaystyle \varphi :\mathbb {R} ^{n}\longrightarrow \mathbb {R} }가 존재한다.
(증명) 선적분값이 곡선의 출발점과 도착점에만 의존하므로 출발점을 {\displaystyle P}, 도착점을 {\displaystyle Q}라고 하면 선적분값을 {\displaystyle P}, {\displaystyle Q}의 함수 {\displaystyle f(P,Q)}로 나타낼 수 있다. 한 점을 {\displaystyle A}라고 할 때, {\displaystyle \varphi (X):=f(A,X)}로 놓으면
{\displaystyle D_{i}\varphi (X)=\lim _{h\to 0}{\frac {\varphi (X+hE_{i})-\varphi (X)}{h}}=\lim _{h\to 0}{\frac {f(X,X+hE_{i})}{h}}}
인데, 선적분값이 곡선의 출발점과 도착점에만 의존하므로 {\displaystyle f(X,X+hE_{i})}는 점 {\displaystyle X}와 {\displaystyle X+hE_{i}}를 잇는 직선 {\displaystyle \ell }을 따라 선적분한 값이다. 직선 {\displaystyle \ell }을 {\displaystyle X+tE_{i}}로 매개화하면 직선의 속도벡터는 {\displaystyle E_{i}}이므로
{\displaystyle \lim _{h\to 0}{\frac {1}{h}}\int _{\ell }F\cdot ds=\lim _{h\to 0}{\frac {1}{h}}\int _{0}^{h}F(X+tE_{i})\cdot E_{i}\,dt=\lim _{h\to 0}{\frac {1}{h}}\int _{0}^{h}f_{i}(X+tE_{i})dt=f_{i}(X)}
이다. 따라서 {\displaystyle \operatorname {grad} \varphi =F}이다.

## 같이 보기
- 상태 함수
- 조르당 곡선 정리
- 미분 (주요 부분)
- 고전역학